# Lin Foxhall
Lin Foxhall FSA (* 1961) ist eine britische Althistorikerin und Archäologin. Ihre Arbeitsschwerpunkte sind Wirtschaft und Gesellschaft des antiken Griechenland und Italiens. Foxhall forscht und veröffentlicht zu Fragen der antiken Landwirtschaft und Bodennutzung und zu Genderaspekten antiker Gesellschaften.

## Leben
Nach ihrem Studium am Bryn Mawr College, der University of Pennsylvania und der University of Liverpool kam sie 1993 an die University of Leicester. 1997 bis 2000 leitete sie die britische Society for the Promotion of Roman Studies. In Leicester wurde sie 1999 Professorin für griechische Archäologie und Geschichte und leitete dort von 2002 bis 2015 die School of Archeology and Ancient History sowie ein von der Leverhulme Foundation gefördertes Forschungsnetzwerk zur Entwicklung von antiken Handwerkstechniken rund um das Mittelmeer. Sie setzte sich besonders für den Erhalt alter und die Anschaffung neuer Kirchenglocken in über 150 englischen Gemeinden aus Mitteln der National Lottery ein und war an der Auffindung und Ausgrabung der Gebeine Richards III. beteiligt.
Foxhall wohnt in Melton Mowbray. Sie ist mit einem Archäologen verheiratet und hat drei Kinder. Einer ihrer Schwiegersöhne ist der Frühmittelalterarchäologe Guy Halsall.

## Schriften (Auswahl)
- Women’s ritual and men’s work in ancient Athens. In: Richard Hawley, Barbara Levick (Hrsg.): Women in Antiquity. New assessments. Routledge, London/New York 1995, ISBN 0-203-42855-2, S. 97–110.
- als Hrsg. mit A. D. E. Lewis: Greek law in its political setting: Justifications not Justice. Clarendon Press, Oxford 1996, ISBN 0-198-14085-1.
- als Hrsg. mit John Salmon: Thinking Men: Masculinity and its Self-Representation in the Classical Tradition (= Leicester-Nottingham studies in ancient society. Band 7). Routledge, London/New York 1998, ISBN 1-134-68698-6.
- Olive Cultivation in Ancient Greece: Seeking the Ancient Economy. Wiley, Oxford/New York 2007, ISBN 978-0-191-51841-6.
- als Hrsg. mit Hans-Joachim Gehrke und Nino Luraghi: Intentional History: Spinning Time in Ancient Greece. Steiner, Stuttgart 2010.
- Studying Gender in Classical Antiquity Cambridge, Cambridge University Press, 2013.
- als Hrsg. mit Gabriele Neher: Gender and the City before Modernity. Wiley, Chichester 2013, ISBN 978-1-118-23443-3.